# Besançon
Besançon är en fransk kommun och stad som är huvudstad i departementet Doubs i regionen Bourgogne-Franche-Comté. År 2022 hade Besançon 120 057 invånare. Det är ärkebiskopssäte sedan 200-talet.
Besançon är mycket välbyggt och har vackra promenadstråk. Det äger en gotisk katedral (S:t Jean) delvis från 1000-talet. Redan förut befäst, fick Besançon efter kriget 1870-71 en mängd nya fort.

## Historia
Staden, som i forntiden hette Vesontio och var de galliske sequanernas huvudstad, besattes 58 f.Kr. av Julius Caesar, vilken i närheten besegrade den germanske kungen Ariovist och gjorde orten till en betydande vapenplats. Det var sedermera huvudstad för frigrevskapet Burgund (Franche-Comté), kom under 1100-talet till Tyskland och gjordes av kejsar Fredrik Barbarossa, som höll flera riksdagar där, till fri riksstad. Genom westfaliska freden 1648 avträddes Besançon till Spanien, som 1679 i sin tur överlämnade det till Frankrike. 1814 belägrades det förgäves av Österrike.
Frankrike lät Sébastien Le Prestre de Vauban rita Citadellet, stadsmuren och Fort Griffon som uppfördes runt 1690-1720. Detta är nu en del av världsarvet "Vauban Fortifikationer" som finns på 12 orter i Frankrike.
Staden har ännu många fornlämningar från den romerska tiden, såsom kejsar Aurelianus’ triumfbåge och en i nyare tid upptäckt storartad romersk teater.

## Geografi
Besançon är belägen vid floden Doubs, på en av floden kringfluten platå, som endast genom ett smalt näs, 120 m. högt över flodens yta, hänger fast med stranden.

## Demografi

### Befolkningsutveckling
Antalet invånare i kommunen Besançon
Referens:INSEE

## Politik och administration

### Vänorter
| Storbritannien          | Huddersfield, Storbritannien (1955)         | Tyskland        | Freiburg im Breisgau, Tyskland (1959) | Italien      | Pavia, Italien (1964)         |
| Israel                  | Hadera, Israel (1964)                       | Schweiz         | Neuchâtel, Schweiz (1975)             | Burkina Faso | Douroula, Burkina Faso (1985) |
| Finland                 | Kuopio, Finland (1986)                      | Elfenbenskusten | Man, Elfenbenskusten (1991)           | Ryssland     | Tver, Ryssland (1996)         |
| Rumänien                | Bistrița, Rumänien (1997)                   | Polen           | Bielsko-Biała, Polen (2000)           | USA          | Charlottesville, USA (2006)   |
| Palestinska myndigheten | Aqabat Jabr, Palestinska myndigheten (2010) | Japan           | Matsumae, Japan (2011)                |              |                               |

## Ekonomi och infrastruktur
Besançon har stor industri, däribland mikroteknologi, telekommunikation och en mycket ansenlig urfabrikation.

### Utbildning
Från 1691 har Université de Franche-Comté legat i staden. Universitetets juridiska fakultet flyttades 1722 till Dijon, däremot ägde den teologiska och medicinska bestånd i Besançon till revolutionen.
- École nationale supérieure de mécanique et des microtechniques

## Kultur och idrott

### Personer från Besançon
Besançon är födelseort för många berömda fransmän, såsom kardinal Granvelle, Victor Hugo, bröderna Lumière, Charles Nodier och Proudhon.